# Csom István
Csom István (Sátoraljaújhely, 1940. június 2. – 2021. július 28.) magyar sakkozó, nagymester, az 1978-ban Buenos Airesben olimpiai bajnok magyar csapat tagja, világ- és Európa-bajnoki ezüstérmes, 1972-ben magyar bajnok egyedül, 1973-ban holtversenyben. Mesteredző (1983), sakkszakíró, nemzetközi versenybíró.

## Élete és pályafutása
Még nem volt iskolás, amikor megtanult sakkozni, de figyelme csak később fordult a szellemi sport felé. Első sikere 1958-ban a középiskolás bajnokság megnyerése volt. 1963-ban szerezte meg a sakkmesteri címet.
1967-ben nyerte el a nemzetközi mesteri címet, 1973-ban lett nagymester.
1957–1961 között a VTSK, 1961–1962-ben a Külker SC, 1963–1991 között a Budapesti Spartacus, 1991–1992-ben a Debreceni Barnevál SE, majd a kecskeméti Dutép versenyzője, 1977–1983 között a Budapesti Spartacus vezetőedzője volt. Az 1980-82-es ciklusban az első táblán játszva tagja volt a BEK-győztes Budapesti Spartacus csapatának. 1983-ban kapta meg a mesteredző címet. A rendszerváltás idején a szövetkezeti mozgalom feloszlott, a Spartacus sakkszakosztálya megszűnt, nehezen talált új klubot. 1997-től a Paksi Atomerőmű játékosa volt.
Kilenc sakkolimpián játszott magyar színekben. Csapatban az 1978-ban szerzett olimpiai bajnoki cím mellett három alkalommal – 1970-ben, 1972-ben és 1980-ban – ezüstérmet is nyert. Egyéni teljesítménye alapján 1980-ban arany, 1970-ben ezüstérmet szerzett.
Tagja volt az 1985-ös csapatvilágbajnokságon ezüstérmet szerzett magyar válogatottnak, ahol tábláján egyéniben is ezüstérmet kapott.
Hatszor játszott Európa Bajnokságon, melyeken csapatban 3 ezüst és 2 bronz, egyéniben 1 arany, 1 ezüst és 1 bronzérmet szerzett.
2001-ben a szenior világbajnokságon második helyezést ért el.
Legmagasabb Élő-pontszámát, 2545 pontot 1989-ben érte el. 2015. novemberben az Élő-pontszáma 2409, a magyar ranglista 61. helyezettje volt.
1983-ban kapta meg a mesteredző címet. Legismertebb tanítványa Berkes Ferenc nagymester, sokszoros magyar bajnok volt. Hosszú éveken át volt Portisch Lajos nagymester szekundánsa, edzőpartnere.
Néhány tornagyőzelme:
- Olot (1973)
- Cleveland (1975)
- Olot (1975)
- Pulai zónaverseny (1975)
- Berlin (1979)
- Koppenhága (1983)
- Järvenpää (1985)
- Delhi (1987)

1991-től nemzetközi versenybíró volt.

## Díjai, elismerései
- Magyar Népköztársaság Sportérdemérem ezüst fokozata (1972) a szkopjei sakkolimpián szerzett ezüstéremért[14]
- A Munka Érdemrend ezüst fokozata (1978), a Buenos Airesben rendezett sakkolimpián elért 1. helyezésért[15]
- Mesteredző (1983)
- Maróczy-díj (2005)[16]
- Pro Urbe Budapest (2013)[17]
- Díszpolgár, Sátoraljaújhely (2015)[18]
- „Pro Óbuda” díj (2016)[19]
- A Széchenyi Társaság díja (2019) – az óbudai Széchenyi kör elnökeként 15 éven át végzett munkájáért[20]
- A Magyar Érdemrend tisztikeresztje (2021)[21]